# Valle Stretta
La Valle Stretta (Vallée Étroite in francese, Valëstrèita in piemontese) è una valle franco-italiana situata rispettivamente nel dipartimento delle Alte Alpi a nord est del territorio del comune di Névache e nella città metropolitana di Torino, nel territorio comunale di Bardonecchia.

## Storia

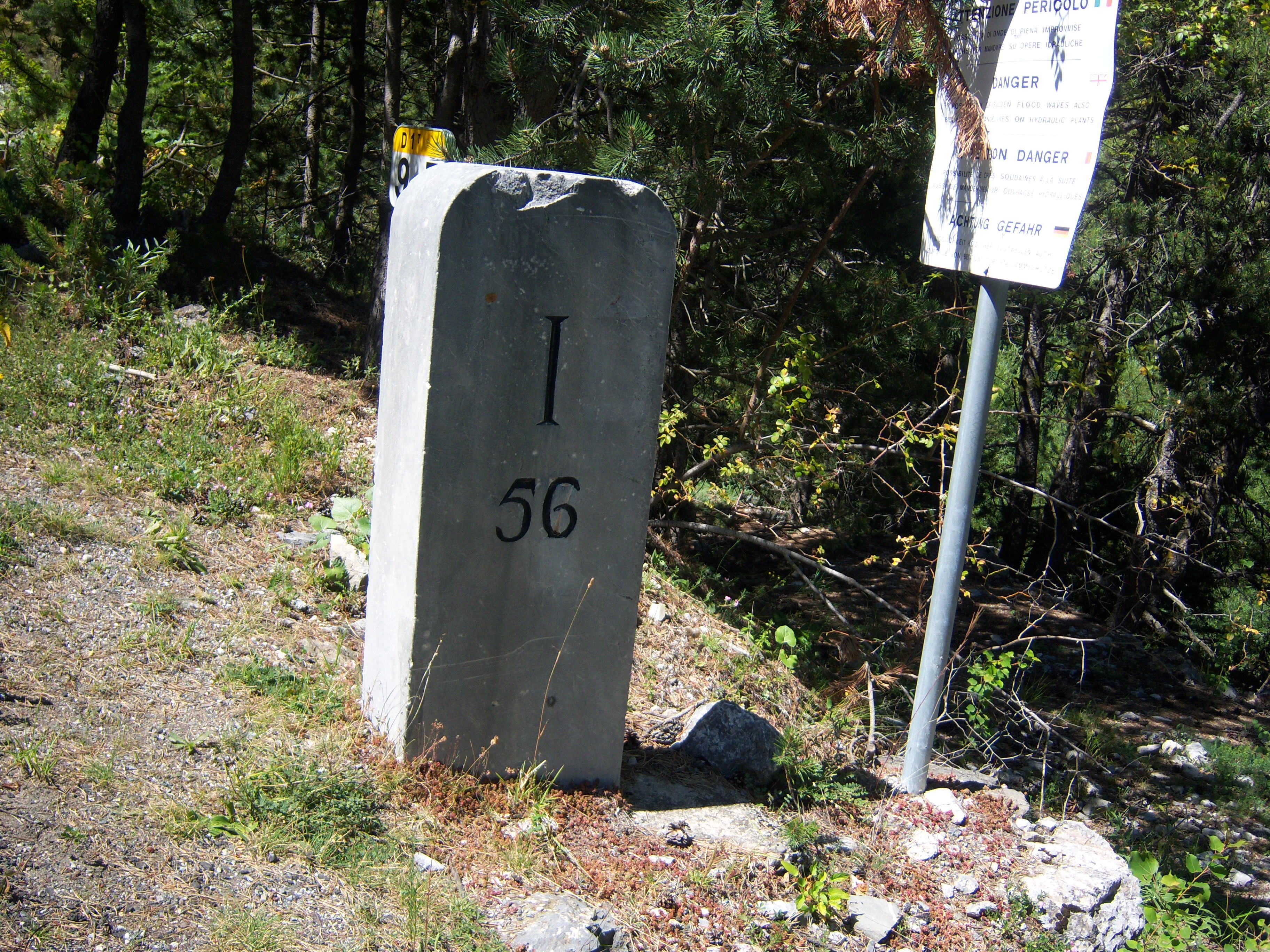
Il cippo di confine nº56 posto all'imbocco della Valle Stretta dopo la rettifica del confine del 1947.

A seguito della stipula dei Trattati di Parigi nel 1947 la parte superiore è entrata a far parte del territorio transalpino. Prima di tali trattati, la frontiera seguiva la linea dello spartiacque fino alla Rocca di Chardonnet e pertanto l'intera valle era italiana, collegata al villaggio di Melezet, che ora fa parte del comune di Bardonecchia. Effettivamente, solo la parte più alta della valle (oltre al Pian del Colle) è francese, la parte a valle è rimasta territorio della Repubblica italiana.
Il rifugio Terzo Alpini, passato al CAF di Briançon nel 1947, fu successivamente reso al CAI di Torino, nel 1970, per un atto simbolico; anche i terreni comunali sono stati restituiti al comune di Bardonecchia nel 1954, mentre tutti i terreni privati appartengono a proprietari italiani. Nel giugno 1959 una grave sciagura interessò la cosiddetta "Parete dei Militi", con due giovani alpinisti precipitati durante una scalata: una lapide sulla parete della montagna ricorda l'avvenimento.

## Geografia

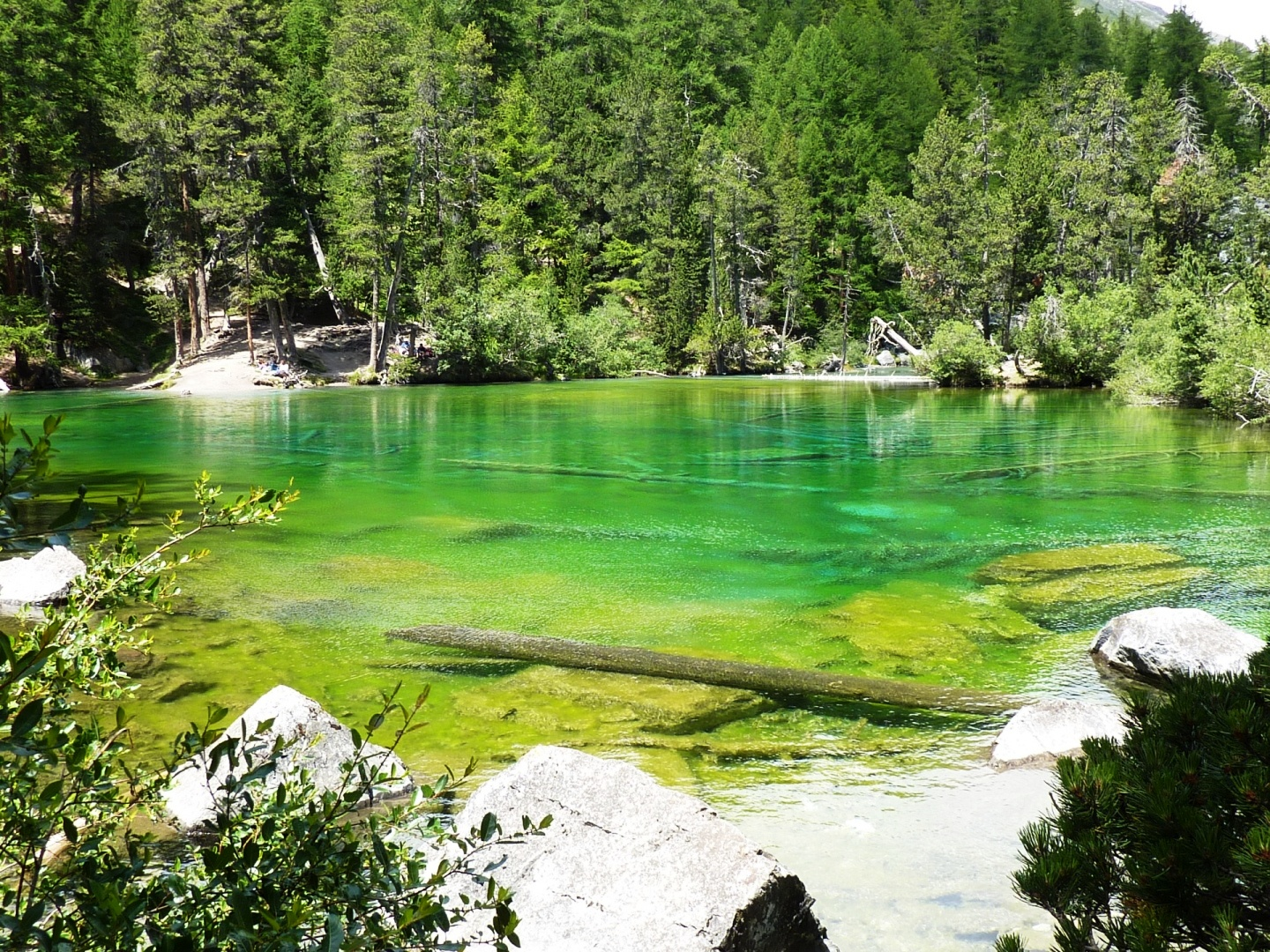
Il caratteristico Lago Verde

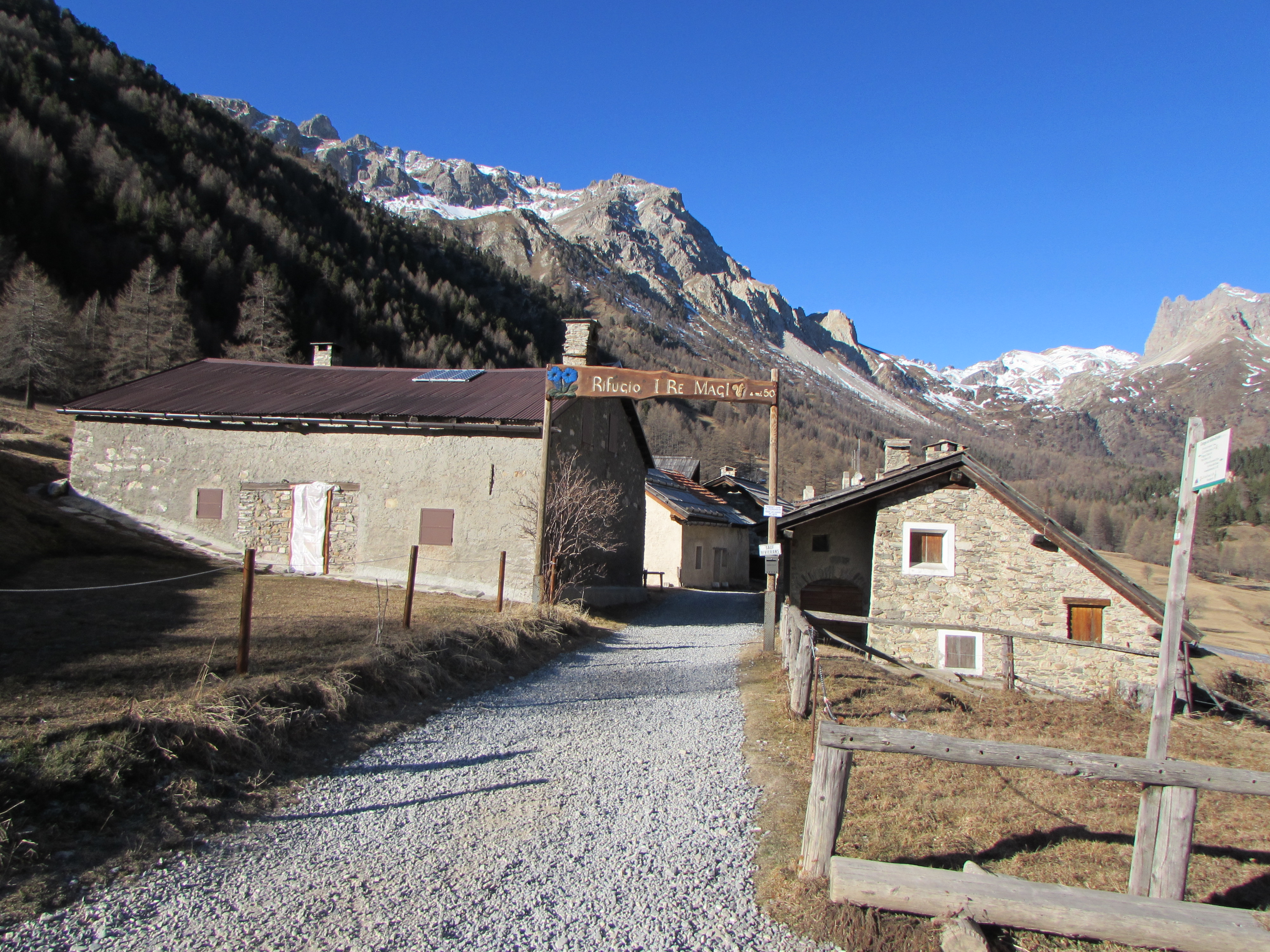
Grange Valle Stretta, con l'indicazione del Rifugio Re Magi

La valle, essendo percorsa dal Rio di Valle Stretta, tributario della Dora di Bardonecchia, fa geograficamente parte della Val di Susa: la sua parte superiore è però entrata a far parte del territorio francese nel 1947. La valle svolta di 90° all'altezza del Pian del Colle, tant'è che la parte francese è orientata in direzione nord-ovest - sud-est, mentre quella italiana sud-ovest - nord-est.
La valle termina al Colle di Valle Stretta, valico che la mette in comunicazione con Modane e la Maurienne.
Vicino al confine, ma ancora in territorio italiano, è sito un bacino di raccolta delle acque del Rio di Valle Stretta, che alimentano una piccola centrale idroelettrica dell'Enel, sita in Bardonecchia. All'inizio della parte francese inizia una strada carrozzabile (aperta solo nel periodo giugno-settembre e solo alle autovetture o a piccoli furgoni commerciali), che salendo fino al Colle della Scala collega Bardonecchia con la strada che unisce il comune francese di Névache con quello di Briançon (RD 301).
Nella valle si trova il Lago Verde, tipico laghetto montano che ha la caratteristica di assumere una colorazione verde.

### Orografia

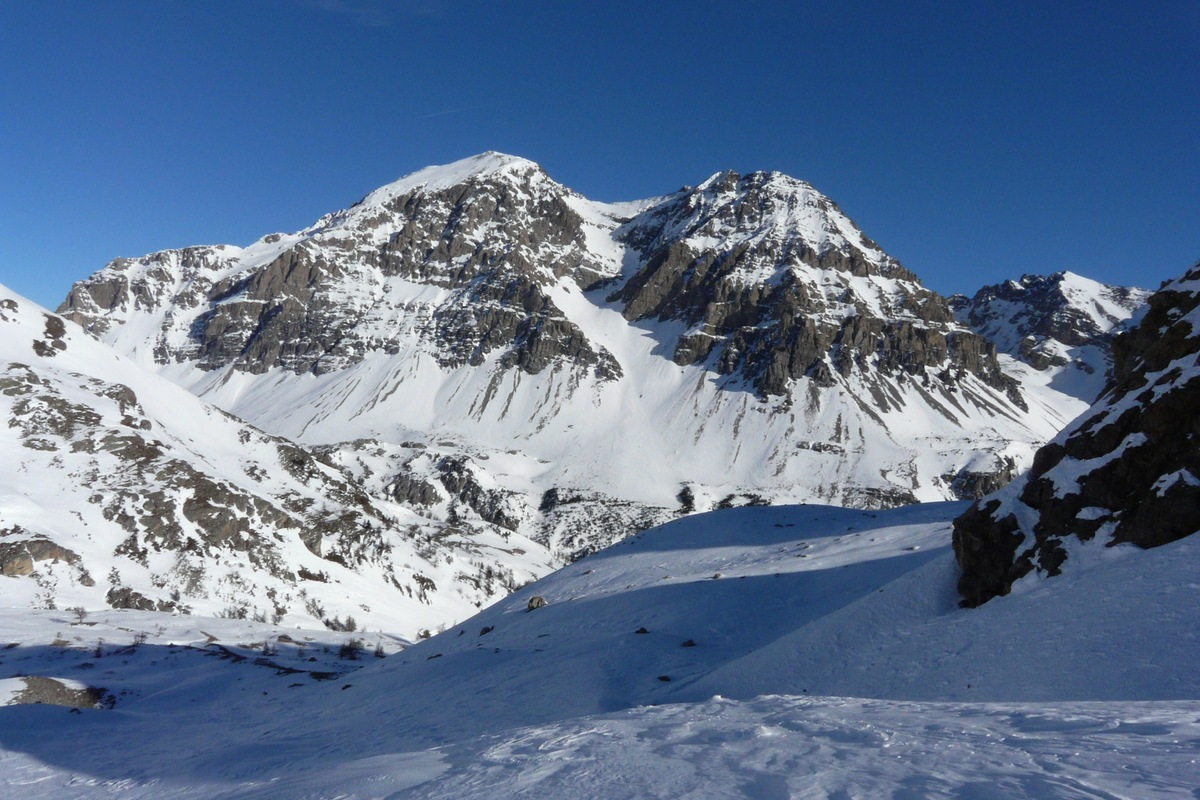
Rocca Bernauda

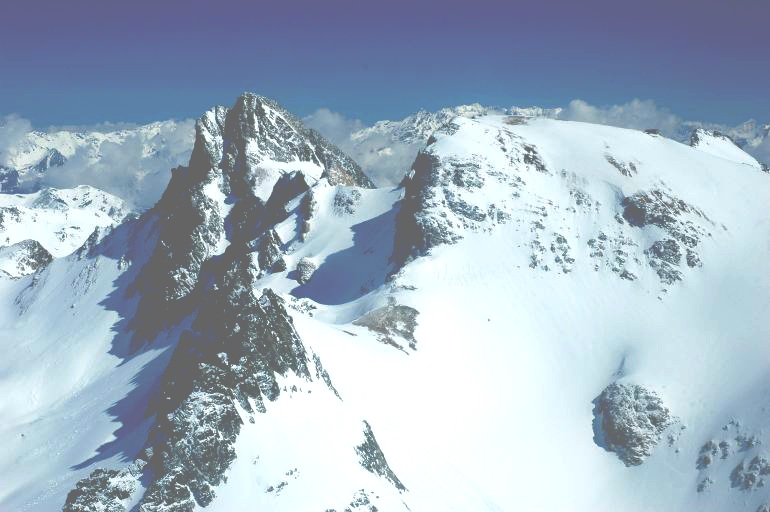
Monte Thabor

Le montagne della Valle stretta per la loro natura geologica e per la loro conformazione vengono anche dette Dolomiti di Valle Stretta.
Le principali montagne che contornano la valle sono:
- Rocca Bernauda - 3.225 m
- Monte Thabor - 3.178 m
- Punta Baldassarre - 3.156 m
- Cavallo Bianco - 3.020 m
- Rocca Gran Tempesta - 3.002 m
- Punta Melchiorre - 2.952 m
- Rocca di Chardonnet - 2.950 m
- Rocca dell'Aquila - 2.943 m
- Gran Serous - 2.889 m
- Rocca Bianca - 2.856 m
- Punta Gasparre - 2.811 m
- Punta del Segnale - 2.709 m
- Punta Quattro Sorelle - 2.698 m
- Rocca Pertusa - 2.689 m
- La Gringoil - 2.638 m
- Guglia del Mezzodì - 2.621 m
- Guglia Rossa - 2.548 m
- Tour Jaune de Barabbas - 2.365 m

## Rete telefonica
Pur trovandosi di fatto in territorio francese, le abitazioni e i rifugi sono collegati alla rete telefonica italiana, conservando quindi sia il prefisso internazionale (+39) sia locale (0122) degli adiacenti comuni italiani, essendo troppo oneroso effettuare un collegamento con il comune francese di Névache.

## Rifugi

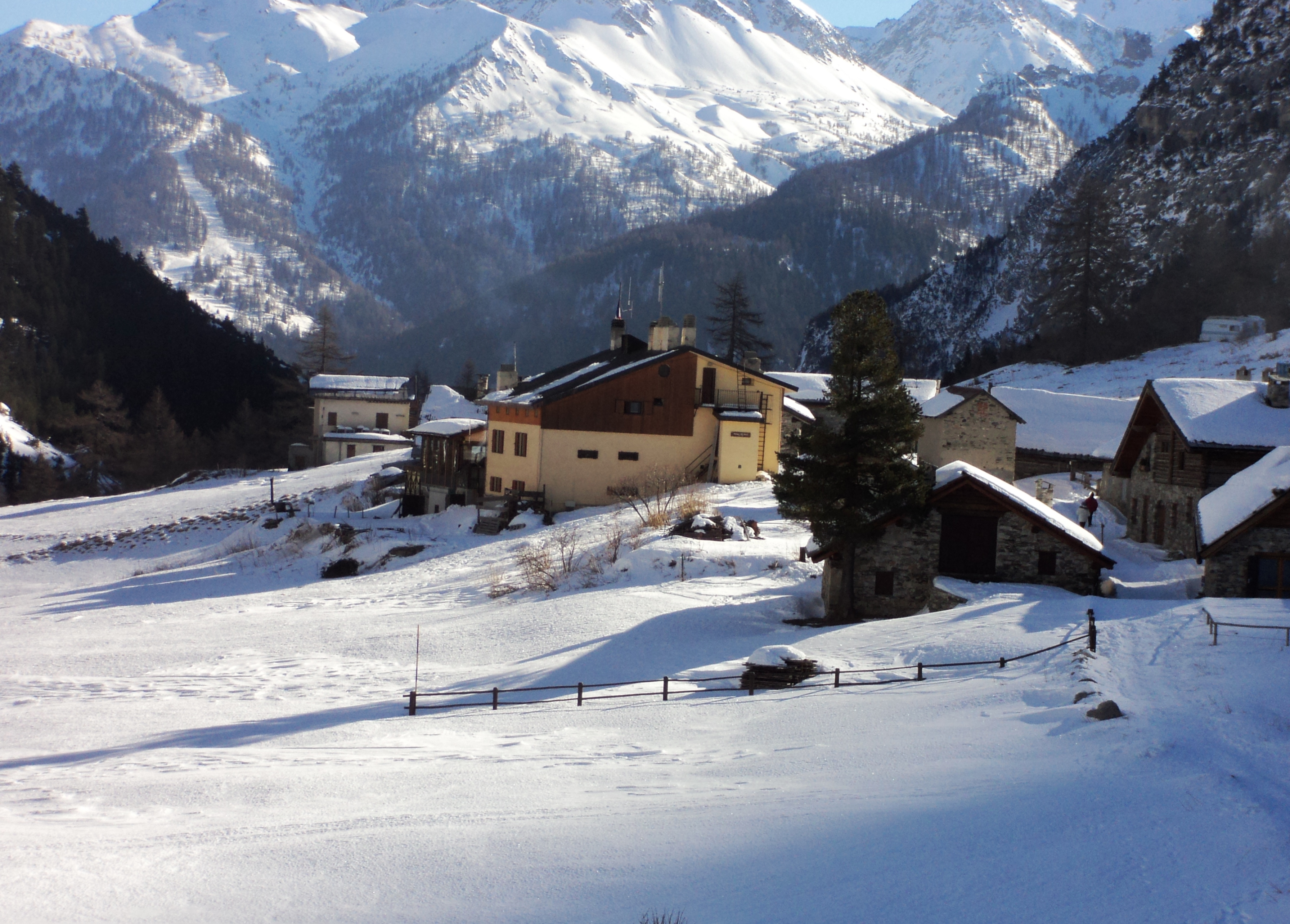
Rifugio I Re Magi

La valle è dotata di alcuni rifugi alpini:
- Rifugio Terzo Alpini - 1.780 m
- Rifugio I Re Magi - 1.769 m